# 備後商船
備後商船株式会社（びんごしょうせん）は、広島県福山市の海運会社。尾道港および常石港と百島を結ぶ航路を運航している。

## 概要
尾道港と尾道市の離島である百島および福山市の常石港の間でフェリー、旅客船を運航している。百島と本土を結ぶ唯一の公共交通機関で、離島航路整備法の国庫補助対象航路となっている。
2015年3月10日、従来就航していた「フェリーびんご」の老朽化により、バリアフリー化された新船「百風」が就航した。広島県内の離島航路としては初となる公設民営方式が導入され、「百風」は尾道市所有し備後商船に貸与する。

## 航路

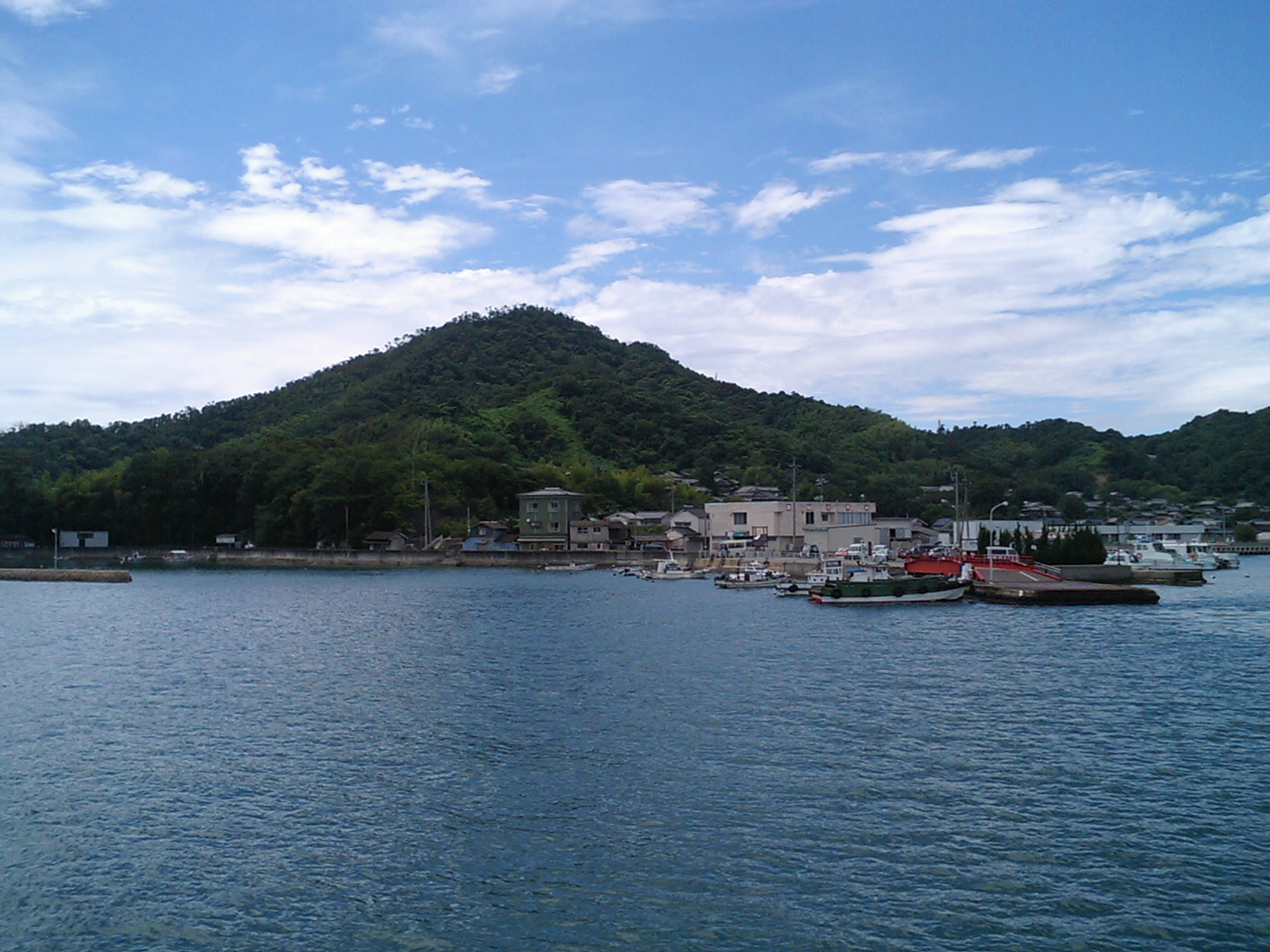
福田港

### 運航中の航路
- 尾道港 - 戸崎港 - 歌港 - 満越港 - 福田港（百島） - 常石港
距離11.8km[3]
フェリー4往復、旅客船6往復（旅客船の最終便は福田港 - 常石港の区間便）を運航する。
旅客船は歌港に寄港しないほか、一部の便が戸崎港・満越港に寄港しない。自転車および原動機付自転車の航送に対応している。
フェリーは一部の便が戸崎港に寄港しないほか、自動車航走は歌港・福田港・常石港の3港間のみで、尾道港・戸崎港・満越港では乗降できない。

### 過去の航路
- 尾道港 - 鞆港
1966年、瀬戸内海汽船が運航していた尾道 - 鞆 - 多度津の旅客船航路をフェリー化する際に分離された区間。1968年時点で一日6往復が運航されていた[4]。鞆 - 多度津の区間はその後福山・多度津フェリーとなった。
- (尾道方面 -) 常石港 - 横島港
1989年、内海大橋の開通に伴い廃止された区間。同時に敷名 - 幸崎（田島）の内海町営フェリーも廃止されている。

## 船舶

### 就航中の船舶
百風（フェリー）
2015年3月10日就航、神原造船建造、尾道市所有
160総トン、全長38.12m、幅8.9m、ディーゼル2基、機関出力734PS×2、航海速力11ノット、旅客定員150名、10トントラック2台、普通自動車4台
ニューびんご（2代・旅客船）
2021年12月1日就航
19総トン、ディーゼル2基、機関出力1,400ps、航海速力23.0ノット、旅客定員90名
ホワイトスター2（旅客船）
1987年竣工、2021年移籍、瀬戸内クラフト建造
19総トン、全長15.4m、型幅4.2m、型深さ1.65m、ディーゼル(ヤンマー6GH-UT)2基、機関出力300ps×2、　最大速力27.4ノット(試運転)、航海速力22ノット、旅客定員80名
三洋汽船より移籍。2021年5月に「ニューびんご（初代・旅客船）」に故障が発生し離脱、既に同年12月に「ニューびんご（2代・旅客船）」の就航が決まっていたことから初代を修理せず廃船とし、三洋汽船より本船を借り受けたのち購入に至っている。

### 過去の船舶

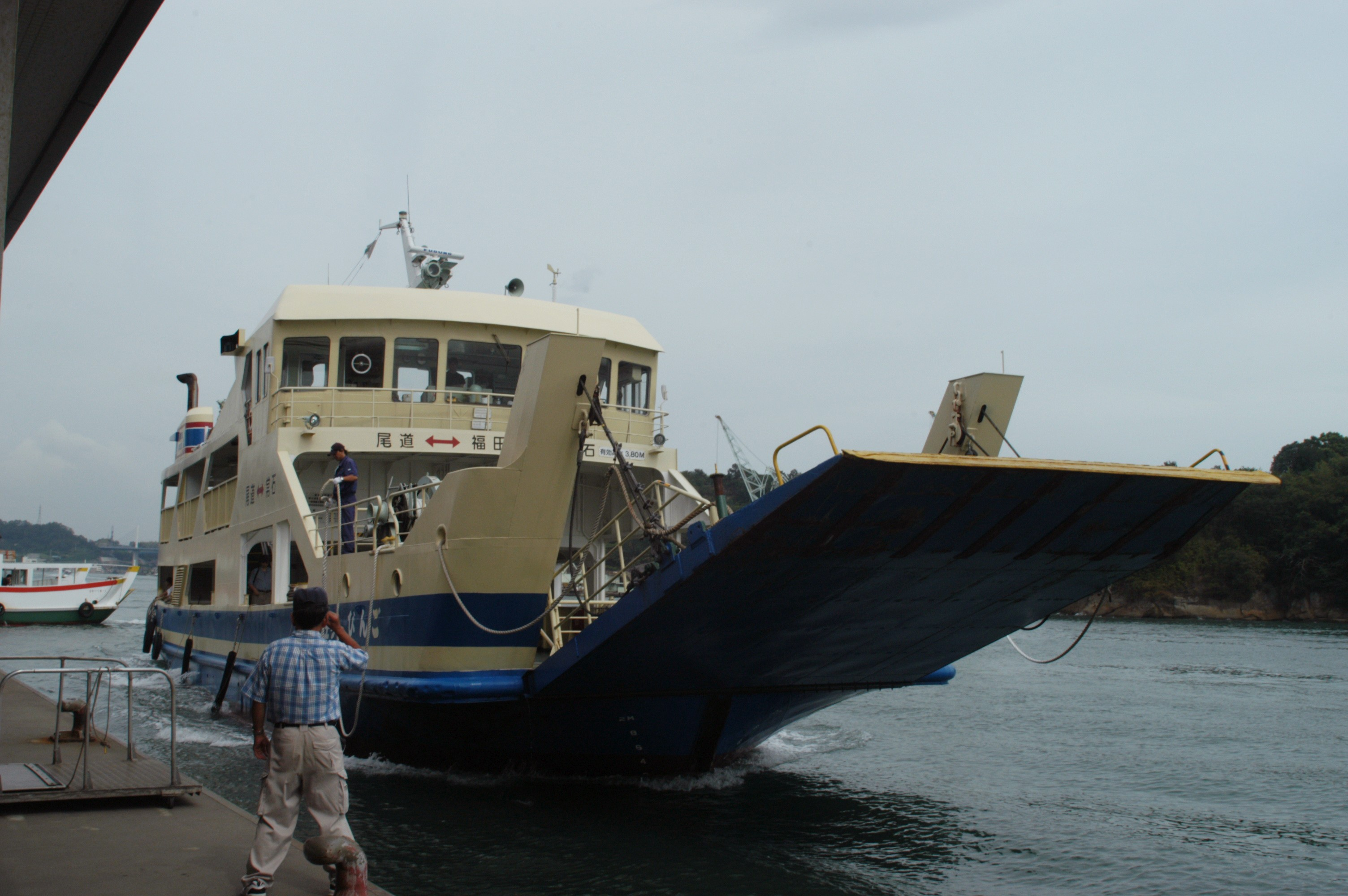
フェリーびんご

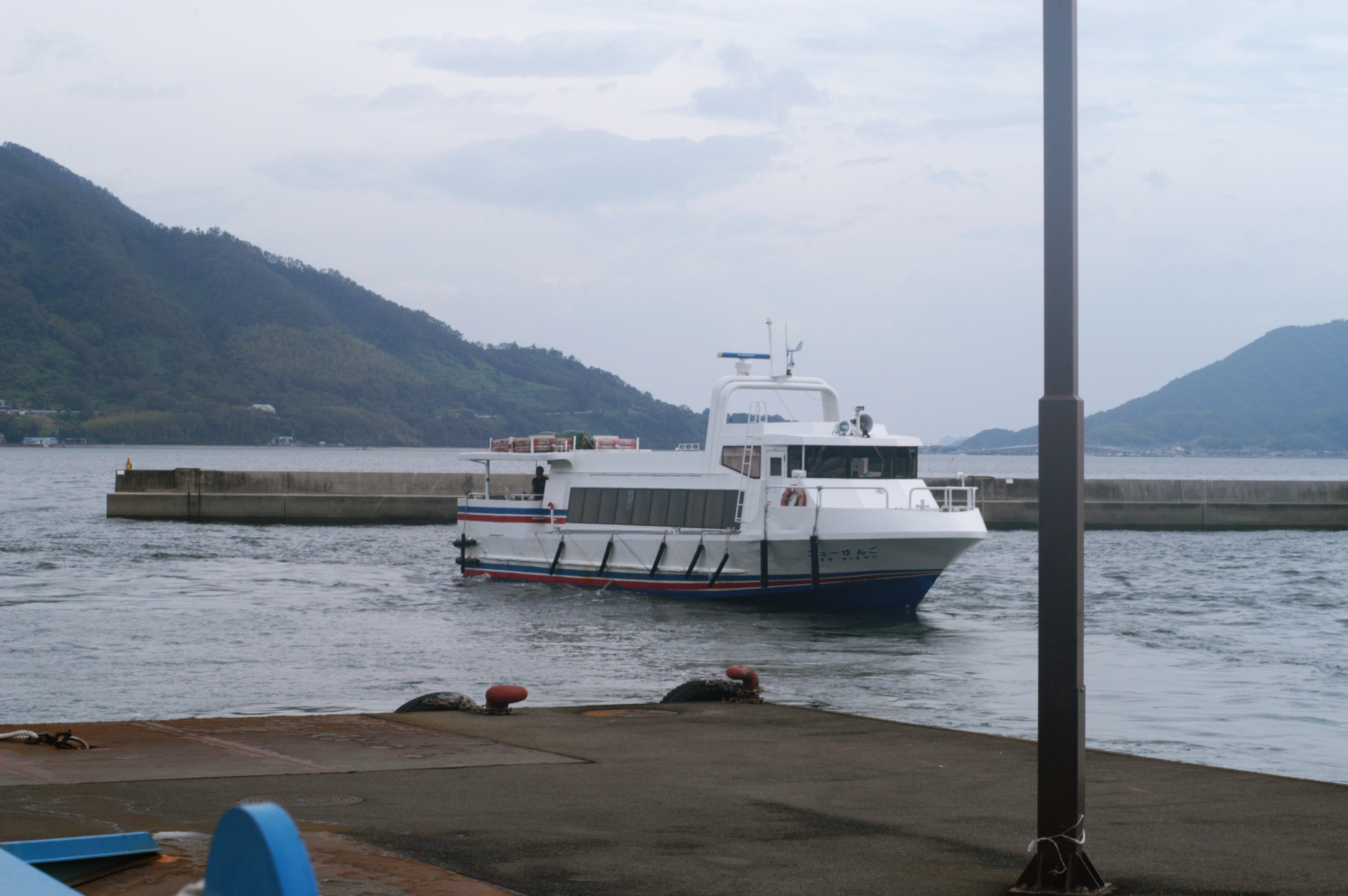
ニューびんご(初代)

第十北川丸（旅客船）
1933年1月進水、瀬戸内海汽船所有(用船)
75.61総トン、ディーゼル1基、機関出力225ps、航海速力10ノット、旅客定員185名
余崎丸（旅客船）
1950年7月進水、木造、防予汽船所有(用船)
49.27総トン、ディーゼル1基、機関出力140ps、航海速力8ノット、旅客定員106名
くるしま（旅客船）
1950年8月進水、木造、防予汽船所有(用船)
97.57総トン、焼玉機関、機関出力200ps、航海速力9ノット、旅客定員148名
呉洋（フェリー）
1953年3月進水
53.35総トン、ディーゼル1基、機関出力90ps、航海速力10ノット、旅客定員57名
しらたき（旅客船）
1956年10月進水、木造、瀬戸内海汽船所有(用船)
48.44総トン、ディーゼル1基、機関出力120ps、航海速力10ノット、旅客定員86～190名
ふるたか（旅客船）
1956年11月進水、木造、瀬戸内海汽船所有(用船)
51.27総トン、ディーゼル1基、機関出力120ps、航海速力10ノット、旅客定員162名
うつみ（旅客船）
1959年3月進水、木造
35.41総トン、ディーゼル1基、機関出力70ps、航海速力9ノット、旅客定員177名
しおかぜ（旅客船）
1959年10月進水
61.01総トン、ディーゼル1基、機関出力120ps、航海速力10ノット、旅客定員86～196名
第十二安正丸（旅客船）
1960年5月進水、木鋼混合、個人船主所有(用船)
64.68総トン、焼玉機関、機関出力115ps、航海速力9ノット、旅客定員167名
しらとり（旅客船）
1960年7月進水、木造、芸備商船所有(用船)
28.43総トン、ディーゼル1基、機関出力90ps、航海速力9ノット、旅客定員130名
たけしま（フェリー）
1961年4月進水、山陽商船所有(用船)
27.35総トン、ディーゼル1基、機関出力45ps、航海速力7.5ノット、旅客定員58名
せきれい（旅客船）
1963年3月進水、木造、防予汽船所有(用船)
36.09総トン、ディーゼル1基、機関出力90ps、航海速力9.5ノット、、旅客定員48～180名
びんご（旅客船・初代）
1963年4月進水、木造
48.26総トン、ディーゼル1基、機関出力90ps、航海速力10ノット、旅客定員181名
やのしま（旅客船）
1964年3月進水
52.45総トン、ディーゼル1基、機関出力90ps、航海速力10ノット、旅客定員181名
さくら（旅客船）
1965年4月進水
64.67総トン、ディーゼル1基、機関出力115ps、航海速力10.5ノット、旅客定員88～280名
かしま（旅客船）
1966年4月進水、船舶整備公団共有
57.00総トン、ディーゼル1基、機関出力90ps、航海速力10ノット、旅客定員203名
第六大和丸（旅客船）
1968年6月進水、木造、阿伏観光汽船所有(用船)
8.03総トン、ディーゼル1基、機関出力30ps、航海速力7ノット、旅客定員67名
ときわ（フェリー）
1965年10月竣工、中村造船鉄工所建造、もと防予汽船
139.48総トン、全長27.76m、型幅7.00m、型深さ2.70m、ディーゼル1基、機関出力200ps、航海速力8.5ノット、旅客定員150名
おれんじ（フェリー）
1966年12月竣工、須波造船建造、もと山陽商船
140.13総トン、全長28.70m、型幅7.00m、型深さ2.70m、ディーゼル1基、機関出力290ps、航海速力10.0ノット
旅客定員150名、バス2台、乗用車2台
第八かんおん（フェリー）
1971年5月竣工、備南船舶工業建造、土生商船所有(用船)
192.82総トン、全長33.09m、型幅7.80m、型深さ2.50m、ディーゼル1基、機関出力500ps、航海速力10.5ノット
しらさぎ（旅客船）
45総トン
びんご（2代・フェリー）
1980年3月竣工、同年4月1日就航。神原造船建造、船舶整備公団共有
220.18総トン、全長37.80m、型幅8.50m、型深さ2.95m、ディーゼル1基、機関出力800PS、航海速力10.5ノット、旅客定員360名
引退後、隠岐観光に売船。
はなふさ（旅客船）
1980年6月25日就航。もと力屋観光汽船。
49.58総トン、ディーゼル1基、機関出力300ps、航海速力10.5ノット、旅客定員140名
フェリーびんご（フェリー）
1989年12月竣工、2015年3月9日引退、讃岐造船鉄工所建造（第1211番船）、船舶整備公団共有
150総トン、全長33.11m、型幅7.80m、型深さ2.79m、ディーゼル1基、機関出力800PS、航海速力10.5ノット、旅客定員180名
引退後は三洋汽船へ売却「さんよう」として就航
ニューびんご（初代・旅客船）
1989年12月23日就航、常石林業建造
28総トン、ディーゼル1基、機関出力570PS、航海速力16.0ノット、旅客定員90名
2021年5月19日に機関故障を起こし離脱、既に新船への置き換えが決まっていたため修理されずそのまま廃船となる。